# 電子ガス
電子ガス（でんしがす、英: electron gas、電子気体）模型とは、一様な正電荷が分布した状態（ジェリウムモデル）に電子が存在するとした模型のこと。電子ガス模型から、プラズマ振動や、電子の遮蔽効果などの議論が出来る。

## ハミルトニアン
この模型における電子系のハミルトニアンは次のように表される。
{\displaystyle H={1 \over {2m}}\sum _{i=1}^{N}p_{i}^{2}+{1 \over 2}\sum _{i=1}^{N}\sum _{j=1,j\neq i}^{N}{e^{2} \over {|{\boldsymbol {r}}_{i}-{\boldsymbol {r}}_{j}|}}-U_{0}}
ここでmは電子の質量、Nは電子の数である。また右辺第1項は運動エネルギー項、第2項は電子同士のクーロン相互作用項、第3項は一様な正電荷のポテンシャルエネルギーである。ここで第2項は発散項を含むが、第3項も発散項でありこれと打ち消し合う。
また第2項であるクーロン項を無視したものを特に自由電子ガス模型と言う。この時、第3項は系の全電荷が中性となる必要があり残る。
上記ハミルトニアンを、フーリエ変換により逆空間表示すると、
{\displaystyle H=-{\frac {\hbar ^{2}}{2m}}\sum _{i=1}^{N}\Delta _{i}+{1 \over 2}\sum _{{\boldsymbol {k}}\neq 0}{4\pi e^{2} \over {\Omega k^{2}}}\sum _{i=1}^{N}\sum _{j=1,j\neq i}^{N}e^{i{\boldsymbol {k}}\cdot ({\boldsymbol {r}}_{i}-{\boldsymbol {r}}_{j})}}
となる。Ωは系の体積。上式右辺第2項のkの和で、除外しているk = 0の項が発散項で、U0と打ち消し合っている。これは、逆空間でゼロ(k = 0)ということは、実空間では無限大のことであり、電子の電荷が空間全体に一様に分布していることに相当する。これが正の電荷の一様分布部分、U0と相殺する。

## パラメータrs
電子の電荷密度をρとして、次のパラメータが定義できる。
{\displaystyle r_{s}=\left({4\pi \rho  \over 3}\right)^{-1/3}{1 \over {a_{B}}}=\left({3 \over {4\pi \rho }}\right)^{1/3}{1 \over {a_{B}}}}
ここで、aBはボーア半径である。rsは電子の密度に関係するパラメータで、値が大きいほど低密度、小さいほど高密度となる。実際の金属では、大体2～5までの値をとる。このrsをパラメータとして、電子ガスの問題は解かれる。
高密度領域（rsが1以下）では、乱雑位相近似(RPA) が有効な近似となり、比較的簡単に問題を扱うことができる。
rsが100を越えるような低密度領域では解析の結果、電子はウィグナー結晶となっていることが指摘されている。また低密度領域は電子相関の影響が顕著に現れてくる領域である（→強相関電子系）。
金属程度の領域（中密度領域）は、最も解析が難しい領域であり、高密度、低密度で解かれている結果の外挿、内挿などにより近似的に解かれることが多い（→密度汎関数法）。

## 関連記事
- 自由電子
- 自由電子近似
- 物性物理学
- プラズモン